# Nathalie Micas
Nathalie Micas, née le 24 avril 1824 à Paris et morte à Thomery le 21 juin 1889 est une peintre française.

## Biographie
Jeanne Sarah Nathalie Micas est la fille de Louis Frédéric Micas, typographe, et de Henriette Briolles.
En 1836, elle a douze ans lorsqu'elle fait la connaissance de Rosa Bonheur âgée de quatorze ans. Elles deviendront compagnes et peintres,. De même que Bonheur, Nathalie Micas obtient une permission de travestissement l'autorisant à porter le pantalon.  
Comme toutes les femmes de son temps depuis une ordonnance datant de novembre 1800, elle devait demander cette permission, renouvelable tous les six mois auprès de la préfecture de Paris, pour porter des pantalons dans le but de se déplacer sur les lieux où elle travaillait.
Elle expose au Salon de Paris en 1852 et 1865. Pour permettre la gravure du Marché aux chevaux souhaitée par Ernest Gambart afin de faire connaître le tableau, elle en peint une version réduite,, qui sera terminée par Rosa Bonheur et gravée par Thomas Landseer.
En 1850, elle et Rosa Bonheur se rendent dans les Pyrénées. Elle tient un registre de vente pour cette dernière. 
Elle s'installe avec sa mère et Rosa Bonheur au château de By, à Thomery, en 1860. Elle y travaille à un système de freinage plus efficace pour les trains, qu'elle teste grâce à la construction en 1861 d'une voie ferrée dans le parc du château de By. Ce système fait l'objet d'un dépôt de brevet « frein Micas » en 1862.
Elle meurt au château de By le 21 juin 1889. Le peintre Charles Bourdon, son ami, est témoin du décès pour l'état civil. Elle est inhumée le 24 juin au cimetière du Père-Lachaise.

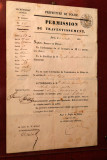
Permission de travestissement accordée par le préfet de police de Paris à Nathalie Micas le 11 octobre 1857
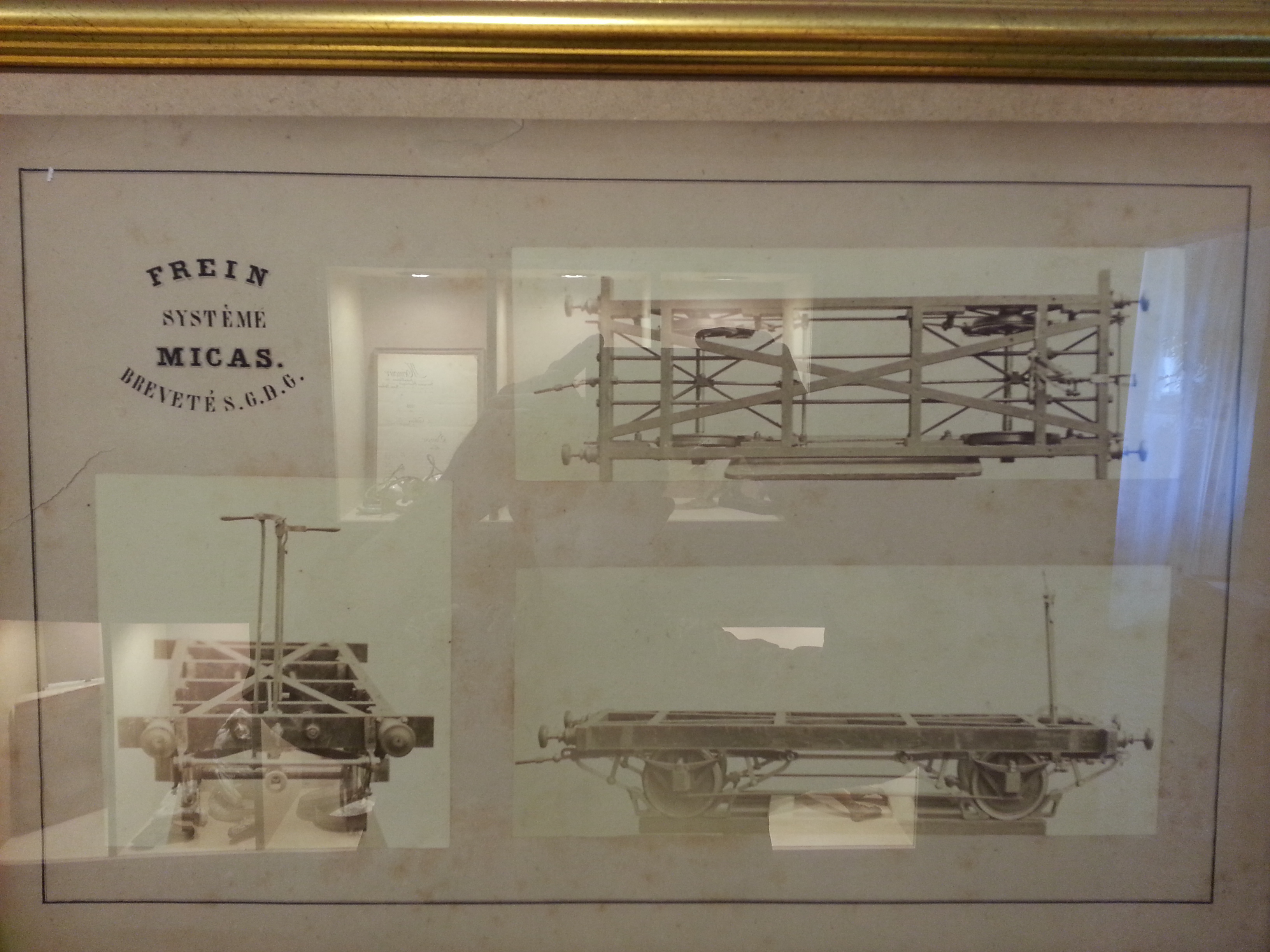
Brevet du système de frein Micas

## Dans la littérature
- Nathalie Micas est un personnage central du roman historique de Natacha Henry Rosa Bonheur l'audacieuse, Albin Michel Jeunesse, 2020.